# Giuntina
La Giuntina è una casa editrice italiana, fondata nel 1980 da Daniel Vogelmann, socio unico della casa editrice a forma di società a responsabilità limitata, e figlio di un sopravvissuto al Campo di concentramento di Auschwitz, Schulim Vogelmann.

## Storia
Il primo libro pubblicato (La notte di Elie Wiesel) è sintomatico delle scelte che sono dietro la casa editrice, la quale vuole presentarsi come accesso principale italiano alla cultura e alla storia ebraica, con attenzione particolare alle testimonianze della Shoà ma senza escludere narrativa e filosofia.
Ha per simbolo la lettera Gimel dell'alfabeto ebraico.
Tra gli autori che ha pubblicato: Shmuel Yosef Agnon, Günther Anders, Aharon Appelfeld, Giorgina Arian Levi, Lidia Beccaria Rolfi, Richard Beer-Hofmann, Shlomo Ben-Ami, Paolo Bernardini, Chiara Bicarelli, Martin Buber, Haim Fabrizio Cipriani Fausto Coen, Hermann Cohen, Erri De Luca, Alfred Döblin, Roman Dobrzyński, Shabbetai Donnolo, Il'ja Grigor'evič Ėrenburg, Leslie Fiedler, Viktor Frankl, Romain Gary, Martin Gilbert, Moshe Idel, Vladimir Jankélévitch, Alberto Jori, Yehoshua Kenaz, Victor Klemperer, Giuseppe Laras, Else Lasker-Schüler, Yeshayahu Leibowitz, Stefano Levi Della Torre, Giacoma Limentani, Cesare Luporini, Amos Luzzatto, Mosè Maimonide, Erika Mann, Miriam Meghnagi, Sami Michael, Liana Millu, Anna Mitgutsch, Maurizio Molinari, George Mosse, André Neher, Irène Némirovsky, Luciana Nissim Momigliano, Jona Oberski, Moni Ovadia, Emanuele Pacifici, Marcel Reich-Ranicki, Niccolò Rinaldi, Immanuel Romano, Franz Rosenzweig, Gershom Scholem, Arturo Schwarz, Anna Seghers, Bruno Segre, Simone Somekh, Adin Steinsaltz, Leo Strauss, Bruno Vasari, Cesare Vivante, Franz Werfel, Elie Wiesel, Abraham Yehoshua, Bruno Zevi.
È anche editrice di un'importante Bibbia ebraica (Torah e Haftaròt; Neviìm Rishonim; Neviìm Acharonim), con testo a fronte, a cura del rabbino Dario Disegni (1878-1967).
Ha iniziato, dal 2016, la pubblicazione dei primi libri di una programmata edizione integrale del Talmud babilonese; per la prima volta in traduzione italiana, e comprensiva del testo originale.

## Collane
- "Schulim Vogelmann", nata nel 1980
- "Shofàr", nata nel 1999
- "Israeliana", nata nel 2004
- "Diaspora", nata nel 2008
- "Zakhor", rivista annuale fondata nel 1998 con numeri monografici sull'identità ebraica
- "RMI" o "La Rassegna Mensile di Israel", rivista fondata nel 1928 da Dante Lattes e altri. A parte un'interruzione dal 1939 al 1948, dovuta alle Leggi razziali fasciste, la sua continuità e l'impegno la fanno una delle riviste più note al mondo di storia dell'ebraismo
- A.I.S.G. (Associazione italiana per lo Studio del Giudaismo), collezioni curate dall'associazione:
  - "Testi e studi"
  - "Materia giudaica", rivista semestrale nata nel 1996 e diretta da Mauro Perani presso il Dipartimento di Storie e Metodi per la Conservazione dei Beni Culturali dell'Università di Bologna, sede di Ravenna
  - "Quaderni di MG", volumi collegati alla rivista